# Marmor (musikalbum)
Marmor är ett studioalbum av Peter LeMarc, utgivet 1986 på skivbolaget MNW. Det var Peter LeMarcs första album för MNW, efter hans tre första skivor hos Trend Records. Marmor uppges inte ha sålt fler än 900 exemplar och räknades som en försäljningsmässig katastrof.

## Låtlista
1. Skäl att leva
2. Bär mej hem
3. Marmor
4. Min kärlek en pistol
5. I Faderns, Sonens och Den Helige Andes namn
6. Liten vän
7. En av dom utvalda
8. Vi sätter eld på skogen
9. Lilla Kalifornien
10. Någonstans någonstans

## Medverkande
- Peter LeMarc (sångare, upphovsrättsman, gitarr, munspel)
- Torbjörn Hedberg (keyboard, bakgrundssång)
- Mats Åke Fältström (elgitarr, bakgrundssång)
- Bengt Ingemar Swävare (elbas)
- Tony Thorén (slagverk)
- Sven Thomas Svensson (trummor)